# Toljevac
Toljevac (cyr. Тољевац) – wieś w Serbii, w okręgu rasińskim, w gminie Varvarin. W 2011 roku liczyła 498 mieszkańców.